# Вульфовские бани

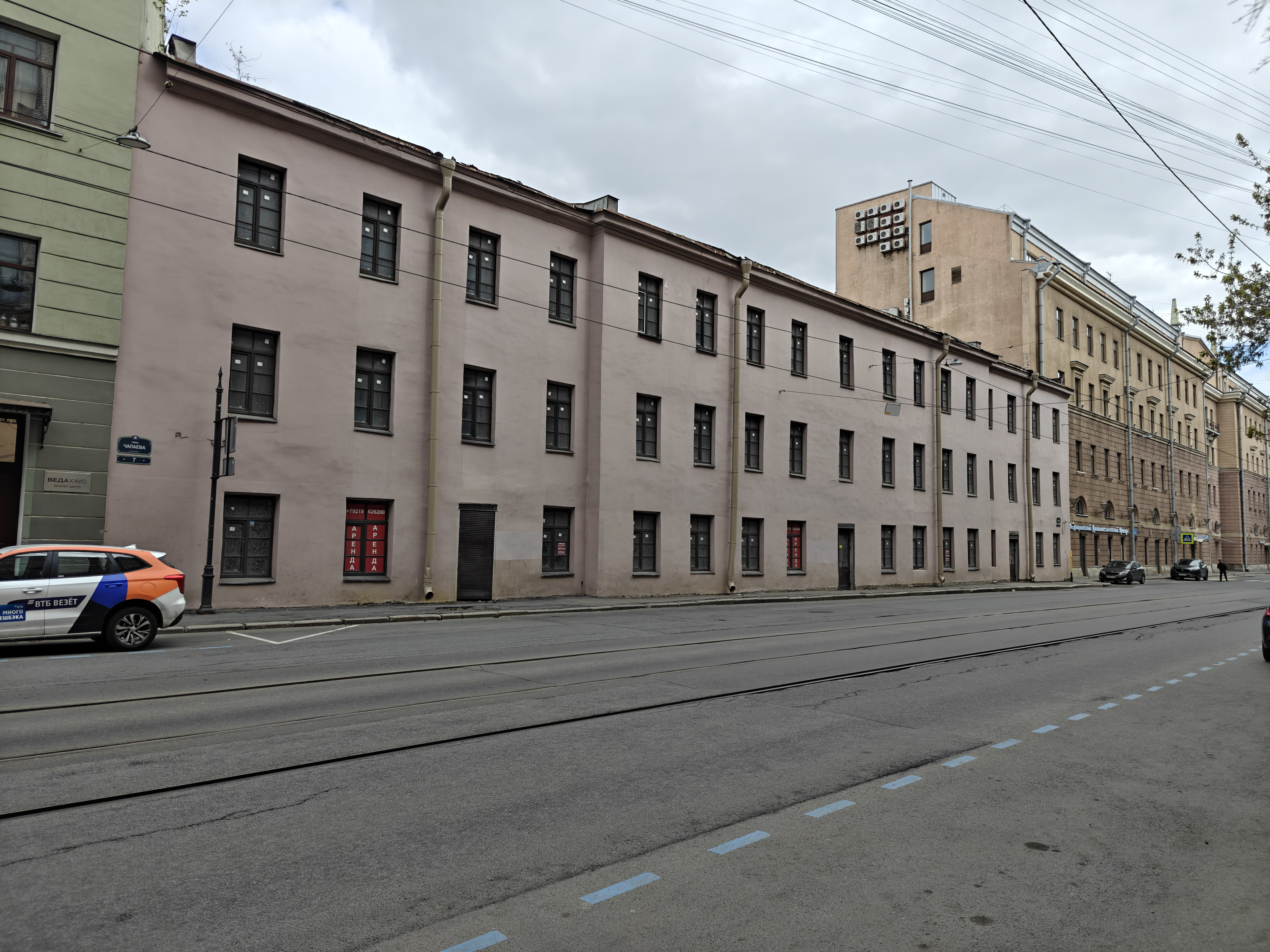

Вульфовские бани — бывшие бани, функционировавшие в Санкт-Петербурге (современный адрес — улица Чапаева, 7). Здание бань — одно из старейших строений в Петроградском районе и обозначалось в плане города с 1828 года. В 1875 году бани были надстроены архитектором Ф. К. фон Пирвицем, в 1879 году перестроены по проекту П. Ю. Сюзора. Несмотря на невзрачный вид здания, внутри был оборудован культурно-оздоровительный комплекс с бассейнами, прачечными, читальнями и столовыми. Бани меняли своих владельцев, в 1892 году это был Карл Карлович Герике, в 1902 году — Фридрих Карлович Герике. В советский период бани уже назывались Вульфовскими.
После закрытия бань в здании был размещён цех завода «Вибратор». После войны в здании была устроена прачечная, где местные жители стирали бельё вплоть до 2000-х годов, когда в городе ещё оставались квартиры без горячей воды.
К началу XXI века здание находилось в аварийном состоянии и попало в список самых проблемных адресов исторического центра Петербурга. Бывшие бани планировалось снести под строительство бизнес-центра. На фоне бывших бань снимали фильм «Дылда» о блокадном Ленинграде. В 2023 году здание было отреставрировано.